# Plaine Koumyke
La plaine Koumyke (en russe : Кумыкская плоскость, Koumykskaïa ploskost) est une plaine du nord-est de la Ciscaucasie, au nord du Caucase et de la république du Daghestan, dans la fédération de Russie. Cette plaine fertile est située entre les fleuves Terek et Soulak.

## Géographie
Les limites de la plaine Koumyke (qui doit son nom aux Koumyks, peuple de Ciscaucasiens) sont au nord et au nord-ouest le Térek, à l'est les rives de la mer Caspienne, au sud-est le Soulak, au sud les monts Andi et les monts Katchkalyk et à l'ouest la rivière Sounja.

## Histoire
Cette plaine se trouve aux croisements de routes commerciales et militaires et de ce fait au centre d'intérêts stratégiques. Avant l'invasion mongolo-tatare du XIIIe siècle, elle faisait partie du khanat des Khazars. Elle était peuplée de Khazars, de Huns, puis des Tioumènes s'y sont installés  ainsi que d'autres populations turques. Cette plaine est le berceau de la formation et du développement de la peuplade des Koumyks (au dialecte turcophone), issus des Khazars et des tribus turques.
Plusieurs khanats et principautés se succèdent jusqu'au XVIe siècle, comme le shamkhalat de Tarki, celui de Tioumen, d'Aksaï, etc. C'est au milieu du XVIe siècle que sont fondées les premières localités de cosaques du Terek et à la fin du XVIe siècle la plupart des principautés koumykes se trouvent sous protectorat russe. Les liens avec l'Empire russe sont renforcés encore en 1813 par le traité de Golestan. Les Nogaïs venus des steppes du Don et des rivages de la mer Noire s'installent dans nombre de villages de la plaine au XVIIIe siècle, de même que des Tchétchènes.
Au début de la guerre du Caucase en 1817-1818, la plaine Koumyke devient le théâtre d'affrontements entre les tribus des montagnes et l'armée russe. Des aouls sont détruits en partie en 1830 par les Russes qui y installent des Tchétchènes. En 1846, les Russes construisent la future sloboda de Khassaviourt qui possède une citadelle pour défendre les Koumyks des intrusions des tribus des montagnes.
C'est en 1860 qu'est institué l'oblast du Terek dont dépend la plaine Koumyke avec l'okroug des Koumyks, devenu en 1871 l'okroug de Khassaviourt. La plaine devient un territoire de colonisation agricole du début des années 1890 à 1917. Des paysans et commerçants russes de Russie centrale s'y installent, ainsi que des Ukrainiens, des Moldaves, des Allemands qui forment leurs propres villages ou colonies agricoles, comme Novo-Vladimirovka, Novo-Gueorguievskoïe, Kolioubakinskoïe, Romanovka, Strauchdorf, Eigenheim, etc.
Après la révolution d'Octobre et au début de la guerre civile russe, la plupart des colons quittent les lieux, surtout après les grands raids tchétchènes contre eux en janvier 1918, qui incendient et détruisent leurs villages. Lorsque la guerre civile cesse et que le pouvoir soviétique s'installe, les anciens colons ne reçoivent pas la permission d'y retourner. Ils sont remplacés par des Koumyks et des Tchétchènes des environs.
L'oblast du Terek cesse d'exister en 1921 et son territoire est partagé entre les républiques des montagnes et le kraï de Stavropol. Ainsi la plaine Koumyke se trouve divisée entre territoire tchétchène (futur raïon de Goudermès) et Daguestan (futurs raïons de Khassaviourt, de Babayourt et de Kiziliourt).
Le 21 octobre 1941 Staline prend la décision d'expulser les Tchétchènes et les descendants d'Allemands et de les déporter au Kazakhstan et en Kirghizie, afin de les punir pour leur supposée sympathie à l'égard de l'Allemagne nazie. Les Tchétchènes sont réhabilités dans les années 1960 et se réinstallent soit en Tchétchénie soit dans leurs anciens villages de la plaine Koumyke, mais ils sont interdits de retour dans certaines zones, comme à Léninaoul ou à Kalininaoul, où ils ne reviennent que plus tard par petits groupes, tandis que des Darguines et des Avars venus des montagnes s'installent également dans la plaine Koumyke. Quant aux Allemands, ils ne sont pas réhabilités.

## Aujourd'hui

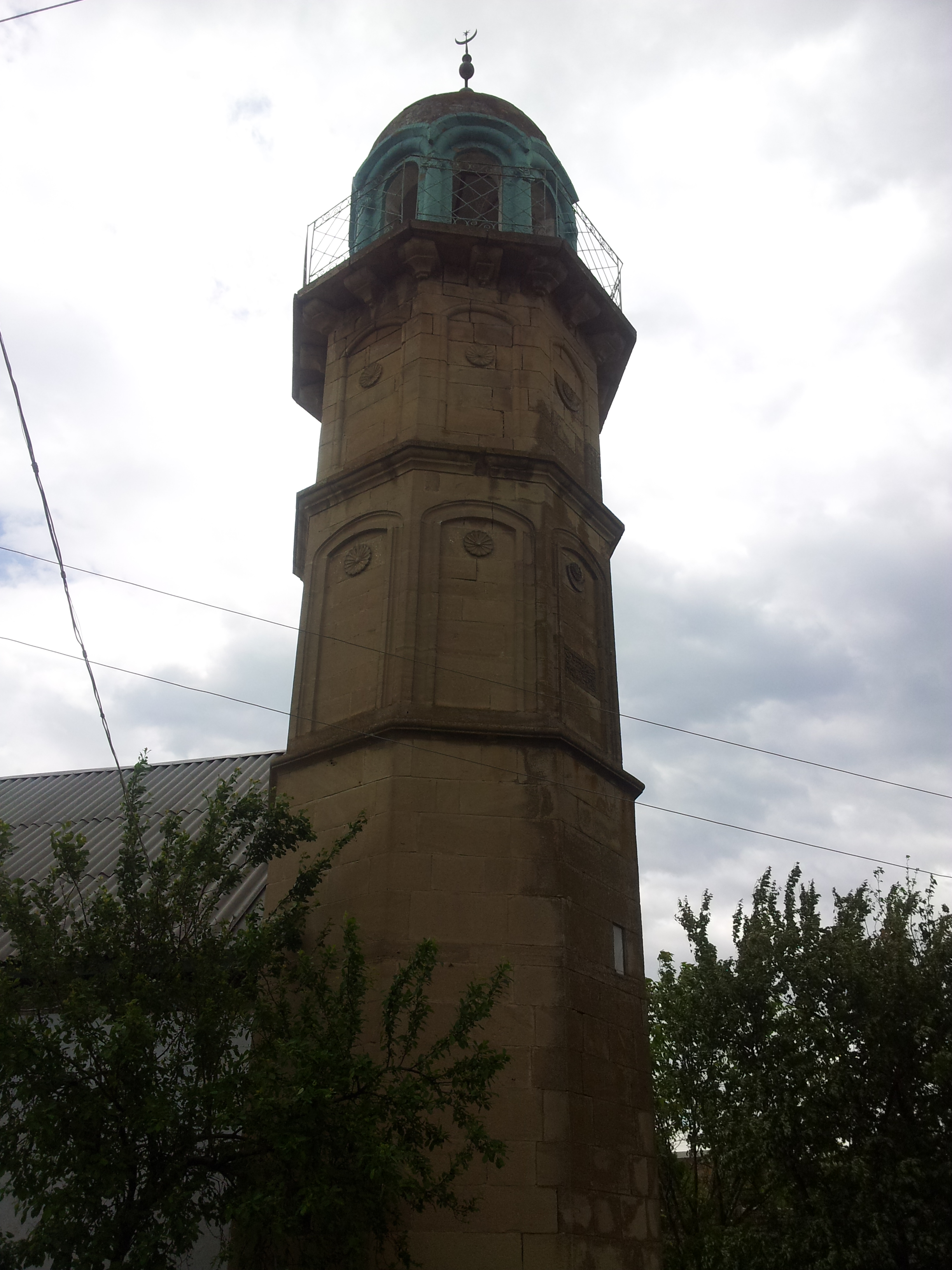
Minaret d'Endirey.

La plaine Koumyke est la zone la plus peuplée du Daguestan et de Tchétchénie. Berceau des Koumyks, elle abrite désormais des nationalités différentes avec des villages où se côtoient des Koumyks, des Avars, des Tchétchènes, des Lezguiens, des Darguines, des Laks, etc. Il n'y a presque plus de villages mono-ethniques dans la région, à l'exception de quelques localités peuplées de Tchétchènes.

## Source
- (ru) Cet article est partiellement ou en totalité issu de l’article de Wikipédia en russe intitulé « Кумыкская плоскость » (voir la liste des auteurs).